# Agriolidis
Agriolidis oder Agrialis (griechisch Αγριολίδης; * 1785; † 15. August 1828 in Kappariana, Kreta) war ein osmanischer Anführer der Janitscharen. Bei seinen türkischen Landsleuten war er wegen seines Mutes hoch geschätzt. Die griechische Bevölkerung hasste ihn wegen der Grausamkeiten, die er gegen sie verübt hatte. Er selbst rühmte sich Tausende Griechen mit eigener Hand getötet zu haben.

## Episoden aus seinem Leben
1811 residierte er im damals zum Osmanischen Reich gehörenden Agios Ioannis in der Messara-Ebene. Am 6. März 1811 plante Dimitrios Varouchas dort einen Anschlag gegen Agriolidis und hatte sich mit dessen Diener Mertzanis verabredet. Der Diener ließ ihn wie besprochen in dessen Wohnturm in Agios Ioannis, doch dann rief er die Wachen und das Attentat wurde vereitelt.
Nachdem die Türken 1822 bei Kämpfen mit griechischen Aufständischen eine Niederlage erlitten, wurde die Mannschaft eines Wachturmes bei Tymbaki an der Straße von Mires belagert und vom Nachschub abgeriegelt. Erst der Grieche Michael Kourmoulis, der von Agriolidis freigelassen wurde, sorgte dafür, dass die türkischen Soldaten, nachdem sie entwaffnet waren, abziehen konnten.
Nachdem Baron Friedrich Eduard von Rheineck Mitte Juli 1828 von Ioannis Kapodistrias mit einer Armee nach Kreta entsandt worden war, wurden die griechischen Rebellen ermutigt erneut aufzubegehren. Agriolidis war inzwischen Serasker von Ostkreta und hatte sein Hauptquartier in Megalokastro, wie Iraklio damals genannt wurde. Die Griechen lockten Agriolidis und sein Heer am 15. August 1828 in eine Falle bei Kappariana. Sie konnten zwar keinen Sieg erringen, jedoch den verhassten Anführer töten.
Aus Rache ließen die Osmanen in Iraklio die Stadttore schließen und töteten alle griechischen Bürger, insgesamt 750 Männer, Frauen und Kinder. Zwanzig Männer ließ man zunächst am Leben. Sie sollten die Toten begraben, danach wurden auch sie getötet. Nur der Metropolit konnte sich der Ermordung entziehen, indem er bei dem Pascha Schutz suchte.